# Françoise Le Saux
 (septembre 2022).
La mise en forme du texte ne suit pas les recommandations de Wikipédia : il faut le « wikifier ».
Les points d'amélioration suivants sont les cas les plus fréquents. Le détail des points à revoir est peut-être précisé sur la page de discussion.
- Les titres sont pré-formatés par le logiciel. Ils ne sont ni en capitales, ni en gras.
- Le texte ne doit pas être écrit en capitales (les noms de famille non plus), ni en gras, ni en italique, ni en « petit »…
- Le gras n'est utilisé que pour surligner le titre de l'article dans l'introduction, une seule fois.
- L'italique est rarement utilisé : mots en langue étrangère, titres d'œuvres, noms de bateaux, etc.
- Les citations ne sont pas en italique mais en corps de texte normal. Elles sont entourées par des guillemets français : « et ».
- Les listes à puces sont à éviter, des paragraphes rédigés étant largement préférés. Les tableaux sont à réserver à la présentation de données structurées (résultats, etc.).
- Les appels de note de bas de page (petits chiffres en exposant, introduits par l'outil «  Source ») sont à placer entre la fin de phrase et le point final[comme ça].
- Les liens internes (vers d'autres articles de Wikipédia) sont à choisir avec parcimonie. Créez des liens vers des articles approfondissant le sujet. Les termes génériques sans rapport avec le sujet sont à éviter, ainsi que les répétitions de liens vers un même terme.
- Les liens externes sont à placer uniquement dans une section « Liens externes », à la fin de l'article. Ces liens sont à choisir avec parcimonie suivant les règles définies. Si un lien sert de source à l'article, son insertion dans le texte est à faire par les notes de bas de page.
- La présentation des références doit suivre les conventions bibliographiques. Il est recommandé d'utiliser les modèles {{Ouvrage}}, {{Chapitre}}, {{Article}}, {{Lien web}} et/ou {{Bibliographie}}. Le mode d'édition visuel peut mettre en forme automatiquement les références.
- Insérer une infobox (cadre d'informations à droite) n'est pas obligatoire pour parachever la mise en page.

Pour une aide détaillée, merci de consulter Aide:Wikification.
Si vous pensez que ces points ont été résolus, vous pouvez retirer ce bandeau et améliorer la mise en forme d'un autre article.
Pour les articles homonymes, voir Saux (homonymie).
Françoise Le Saux, née en 1957, est une historienne, chercheuse et éditrice française.

## Biographie
En 1980, Le Saux écrit son mémoire à la Faculté des lettres de l'Université de Lausanne sur des procès de sorcellerie dans le canton de Vaud. Elle mène une recherche à travers 37 procès de sorcellerie issus de la documentation des Archives cantonales vaudoises.
Le Saux est une spécialiste de littérature médiévale et d'histoire littéraire, s'occupant de questions de traduction et d'adaptation culturelle au Moyen Âge et dans la littérature arthurienne. Elle est notamment devenue membre des départements d'anglais médiéval et de français médiéval à l'Université de Lausanne en 1989. Entre 1989 et 2014, elle publie régulièrement des articles de recherche et travaille à l'édition de plusieurs volumes. Le Saux a également été professeure en études médiévales à l'Université de Reading en Angleterre, où elle reçoit le titre de professeure émérite en 2022.

## Domaine de recherche
Sa recherche actuelle explore l'impact sur la littérature médiévale et du début des temps modernes de la révolution scientifique initiée par les traductions de l'arabe,. Françoise Le Saux est actuellement présidente de la branche britannique de l'International Arthurian Society.

### Auteure
- 1989 - Layamon's Brut : the poem and its sources, Cambridge (D. S. Brewer)
- 1994 - The Text and tradition of Layamon's Brut, Cambridge  (D. S. Brewer)
- 1996 - Wahrheit und Fiktion : der Status der Fiktionalität in der Artusliteratur des 12. Jahrhunderts, Munich (Fink)
- 2001 - Rape and Ravishment in the Literature of Medieval England, Cambridge  (Boydell & Brewer)
- 2005 - A companion to Wace, Cambridge (D. S. Brewer)
- 2014 - Les relations de parenté dans le monde médiéval, Aix-en-Provence (Presses universitaires de Provence)
- 2014 - Par la fenestre : études de littérature et de civilisation médiévales (Presses universitaires de Provence)
- 2014 - Vieillesse et vieillissement au Moyen-Âge, Aix-en-Provence (Presses universitaires de Provence)
- 2014 - La Justice au Moyen Âge : sanction ou impunité ?, Aix-en-Provence (Presses universitaires de Provence)

### Éditrice scientifique
- 1996 - Myth and its legacy in European literature, Durham (University of Durham)
- 2019 - Vie de sainte Marguerite ; Conception Nostre Dame ; Vie de saint Nicolas, Paris (Honoré Champion)
- 1993 - Amys and Amylion, Exeter (University of Exeter Press)

### Directrice de publication
- 2004 - Writing war : medieval literary responses to warfare, Cambridge (D. S. Brewer)